# Aguilar de la Frontera
Aguilar de la Frontera es un municipio español situado al suroeste de la provincia de Córdoba, en la comunidad autónoma de Andalucía. El municipio se encuentra en la comarca de la Campiña Sur Cordobesa y es cabeza del partido judicial del mismo nombre. Se halla situado a una altitud de 280 m s. n. m. y a unos 47 km de la capital de provincia, Córdoba. En 2017 contaba con 13 476 habitantes y una densidad de población de 82,01 hab/km².
Desde hace siglos, agricultura y cerámica son las dos actividades económicas más importantes de la población.

## Geografía

### Geología
El lugar que asienta a Aguilar de la Frontera estuvo bajo el mar. Los cerros redondos, los valles y los pequeños lagos que salpican la zona se formaron a partir de las presiones marítimas. Abundan calizas que fueron restos de antiguos corales, y restos de sedimentos marinos en forma de margas.

### Hidrografía
Atraviesa por sus términos el río Cabra (Córdoba), rodeando la ciudad de Aguilar y haciendo de límites con Puente Genil, Montilla y Monturque.

### Clima
| Aguilar de la Frontera       | Aguilar de la Frontera | Aguilar de la Frontera | Aguilar de la Frontera | Aguilar de la Frontera | Aguilar de la Frontera | Aguilar de la Frontera | Aguilar de la Frontera | Aguilar de la Frontera | Aguilar de la Frontera | Aguilar de la Frontera | Aguilar de la Frontera | Aguilar de la Frontera | Aguilar de la Frontera |
| Mes                          | Ene                    | Feb                    | Mar                    | Abr                    | May                    | Jun                    | Jul                    | Ago                    | Sep                    | Oct                    | Nov                    | Dic                    | Anual                  |
| ---------------------------- | ---------------------- | ---------------------- | ---------------------- | ---------------------- | ---------------------- | ---------------------- | ---------------------- | ---------------------- | ---------------------- | ---------------------- | ---------------------- | ---------------------- | ---------------------- |
| Temperatura media anual (°C) | 9,4                    | 11,1                   | 13,6                   | 14,3                   | 18,8                   | 23,1                   | 27,6                   | 27,7                   | 25,3                   | 19,1                   | 13,7                   | 10,8                   | 19,4                   |
| Precipitación media (mm)     | 56                     | 62                     | 57                     | 47                     | 31                     | 20                     | 5,6                    | 4,4                    | 23                     | 57                     | 73                     | 79                     | 515                    |

Nos encontramos ante un clima claramente mediterráneo, pues debido principalmente a la situación y emplazamiento de la población, de factores como un intenso calor en verano, tiempo agradable y con algunas precipitaciones en primavera, e inviernos templados.

## Historia

### Época romana
Aguilar de la Frontera es la antigua Ipagrum ibero-romana, involucrada en la batalla de Munda, que enfrentó a los partidarios de César con los de Pompeyo. Precisamente de este periodo son sus restos más antiguos, una necrópolis de grandes dimensiones. Sobre la etimología del nombre existen diferentes versiones. Para unos, Ipagrum significaría "campo alto", mientras que otros opinan que el origen es turdetano-griego, proviniendo el nombre del griego hippos, esto es, caballo. Actualmente existe en el término de Aguilar un lugar denominado Llano de los Caballos.

### Edad Media
La conquista musulmana de la ciudad hizo que pasara entonces a denominarse Bulay o Poley, quizás derivando del griego. La derrota, el 5 de abril del año 891, de sus pobladores cristianos y de las tropas rebeldes frente a las tropas del emir Abdallah, hizo que la población pasara a pertenecer a la cora de Cabra. Algún tiempo más tarde, en el siglo XI, Poley fue incluida en el reino zirí de Granada.
El nombre actual de Aguilar le fue dado tras la reconquista cristiana. Fue el monarca Fernando III el Santo quien la ganó para Castilla en el año 1240. El primer gobernador cristiano fue un portugués procedente de una familia toledana, Gonzalo Yáñez d'Ovinhal, que la recibió en forma de Señorío de Aguilar. D.Gonzalo era hijo de Juan Gómez de Obiñal, Rico-home de Portugal, y de María Pérez de Aguilar, hija de los señores de la villa de Aguiar en Portugal. Ya con Alfonso X es cuando la población pasa a denominarse Aguilar, nombre de la familia de la madre de don Gonzalo, compensando así a éste el monarca por la prestación de algunos servicios. Finalmente, el calificativo "de la frontera" le viene dado por su cercanía a la frontera granadina durante la Baja Edad Media.
Al inicio del reinado de Pedro I, Alfonso Fernández Coronel, que había recibido solo hacía unos meses el señorío, se rebeló contra el rey. El grito de "Aguilar, Aguilar" se había hecho habitual entre los rebeldes en Castilla desde principios de ese siglo, así que, aplastada la rebelión, Pedro I decidió cambiar el nombre de Aguilar por del de Monterreal, y el escudo del águila por el de un rey sentado con la espada desenvainada.
Después de las guerras civiles castellanas, que enfrentan a Pedro I y Enrique II, la villa pasa a pertenecer a Gonzalo Fernández de Córdoba. Los siglos XVII y XVIII representan una etapa de decadencia y crisis para la localidad, debido al fuerte descenso poblacional ocasionado por las epidemias.

### SigloXX
En 1912 se segrega de Aguilar la aldea de «Zapateros», que a partir de entonces será un municipio independiente conocido como Moriles.
Ya desde el inicio de la Guerra Civil, en julio de 1936, se produce en la localidad una violenta represión por parte del bando sublevado que dejó varias fosas comunes con un número indeterminado de cuerpos, algunas todavía sin excavar. Diversos historiadores han cuantificado las víctimas mortales de dicha represión en Aguilar —entre las que se cuenta el último alcalde republicano de la localidad, José María León Jiménez— en cifras que van desde las 64 personas fusiladas según datos del Registro Civil (a las que habría que añadir 2 víctimas de la represión de izquierdas) hasta más de 200 según otras fuentes, además de otras 102 fallecidas por acciones de guerra. Posteriormente, la represión política que afectó a España tras la victoria de las tropas de Franco implicó de lleno a Aguilar, muchos de cuyos ciudadanos resultaron afectados. Un colegio de la localidad albergó un campo de concentración de prisioneros republicanos entre, al menos, junio de 1938 y junio de 1939, con no más de 300 internos. Adicionalmente, de entre los exiliados republicanos del franquismo, cinco aguilarenses fallecieron asesinados en campos de concentración de la Alemania nazi.

## Demografía
Aguilar de la Frontera cuenta con una población de 13 210 habitantes (INE 2024).
| Gráfica de evolución demográfica de Aguilar de la Frontera entre 1842 y 2021 |
| |
| Población de derecho según los censos de población del INE Población de hecho según los censos de población del INEEn estos censos se denominaba Aguilar: 1842, 1857, 1860, 1877, 1887, 1897, 1900, 1910, 1920, 1930, 1940, 1950, 1960, 1970, 1981 y 1991 Entre el censo de 1920 y el anterior, disminuye el término del municipio porque independiza a Moriles |

## Economía
Debido a ser una zona caliza; algunas plantas sobreviven como pueden en el lugar; donde solo abundan matorrales. El río Cabra es lo único que puede ayudar a regar los cultivos cercanos a este río. Pero lo más destacable es que, gracias a estos suelos calizos, se puedan plantar viñas por toda la zona municipal. Aguilar de la Frontera se ubica en una de las regiones vinícolas más importantes del sur de España. Esta región se denomina Montilla-Moriles. También elaboran aguardientes, aceites y algunos licores. El lugar también ayuda a tener un sector de industria química.

### Evolución de la deuda viva municipal
| Gráfica de evolución de Deuda viva del Ayuntamiento de Aguilar de la Frontera entre 2008 y 2019                                |
| |
| Deuda viva del Ayuntamiento de Aguilar de la Frontera en miles de Euros según datos del Ministerio de Hacienda y Ad. Públicas. |

## Gobierno local
| Legislatura | Nombre                                                                                                | Grupo   |
| ----------- | --- | ------- |
| 1979-1983   | Pablo Hurtado Zurera (1979) Juan José Poyato Sánchez (1979-1980) Manuel Espinosa Navarro (desde 1980) | PCE     |
| 1983-1987   | Manuel Espinosa Navarro                                                                               | PCE     |
| 1987-1991   | Rafael Leiva Rosa                                                                                     | PSOE    |
| 1991-1995   | Rafael Leiva Rosa (1991-1992) Francisco Solano García Chaparro (desde 1992)                           | PSOE    |
| 1995-1999   | Carmen Flores Jiménez                                                                                 | IULV-CA |
| 1999-2003   | Carmen Flores Jiménez                                                                                 | IULV-CA |
| 2003-2007   | Francisco Paniagua Molina                                                                             | PSOE    |
| 2007-2011   | Francisco Paniagua Molina                                                                             | PSOE    |
| 2011-2015   | Francisco Paniagua Molina (2011-2013) Francisco Juan Martín Romero (desde 2013)                       | PSOE    |
| 2015-2019   | Francisco Juan Martín Romero (2015-2018) María José Ayuso Escobar (desde 2018)                        | PSOE    |
| 2019 - hoy  | Carmen Flores Jiménez                                                                                 | IULV-CA |

| Partido                                                         | Número de concejales (2023-2027) |
| --------------------------------------------------------------- | -------------------------------- |
| Izquierda Unida Los Verdes-Convocatoria por Andalucía (IULV-CA) | 10                               |
| Unidad Popular de Aguilar (UPOA)                                | 3                                |
| Partido Socialista Obrero Español (PSOE-A)                      | 3                                |
| Partido Popular (PP)                                            | 2                                |

## Patrimonio artístico y monumental

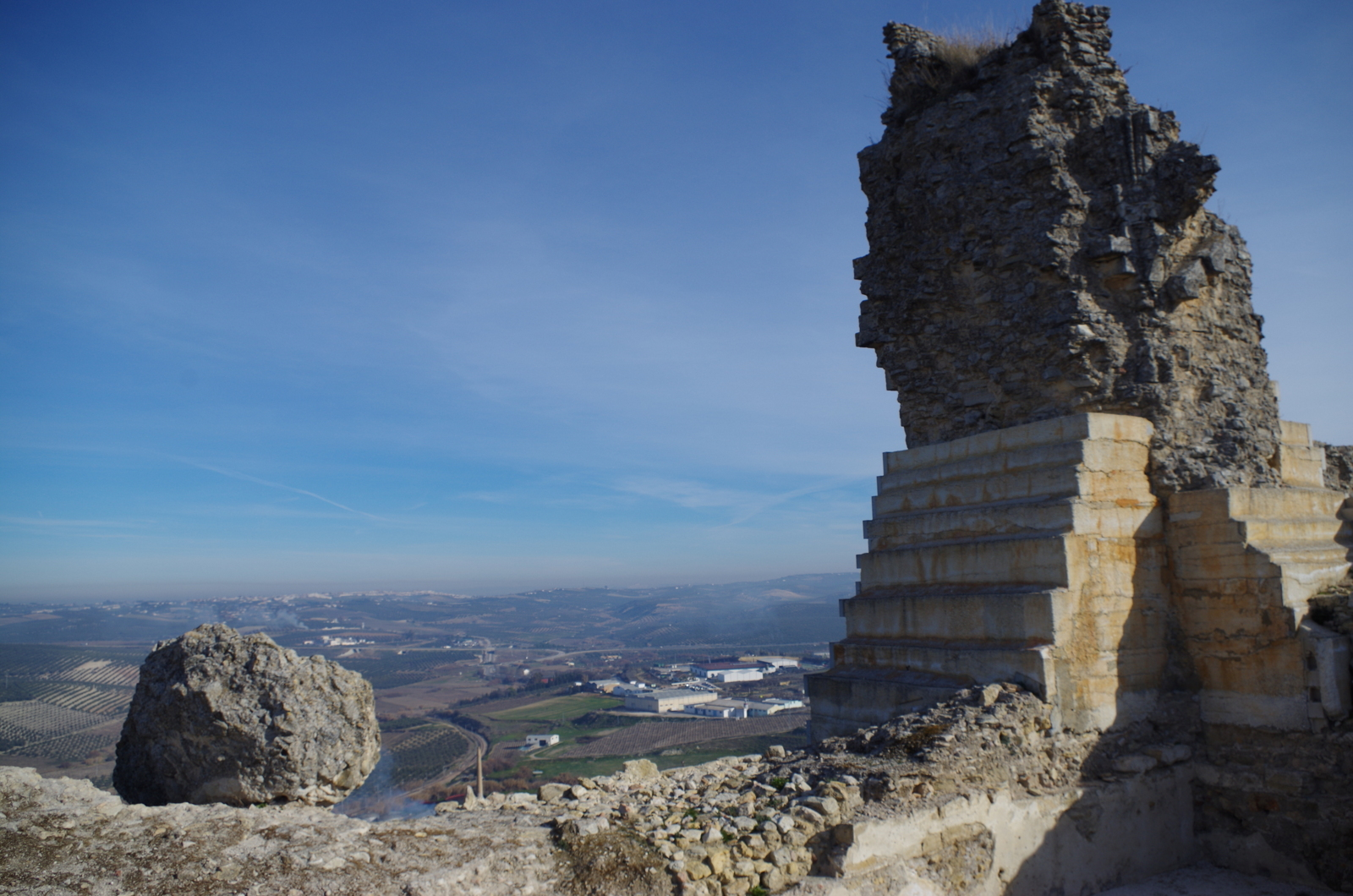
Restos del castillo de Aguilar.

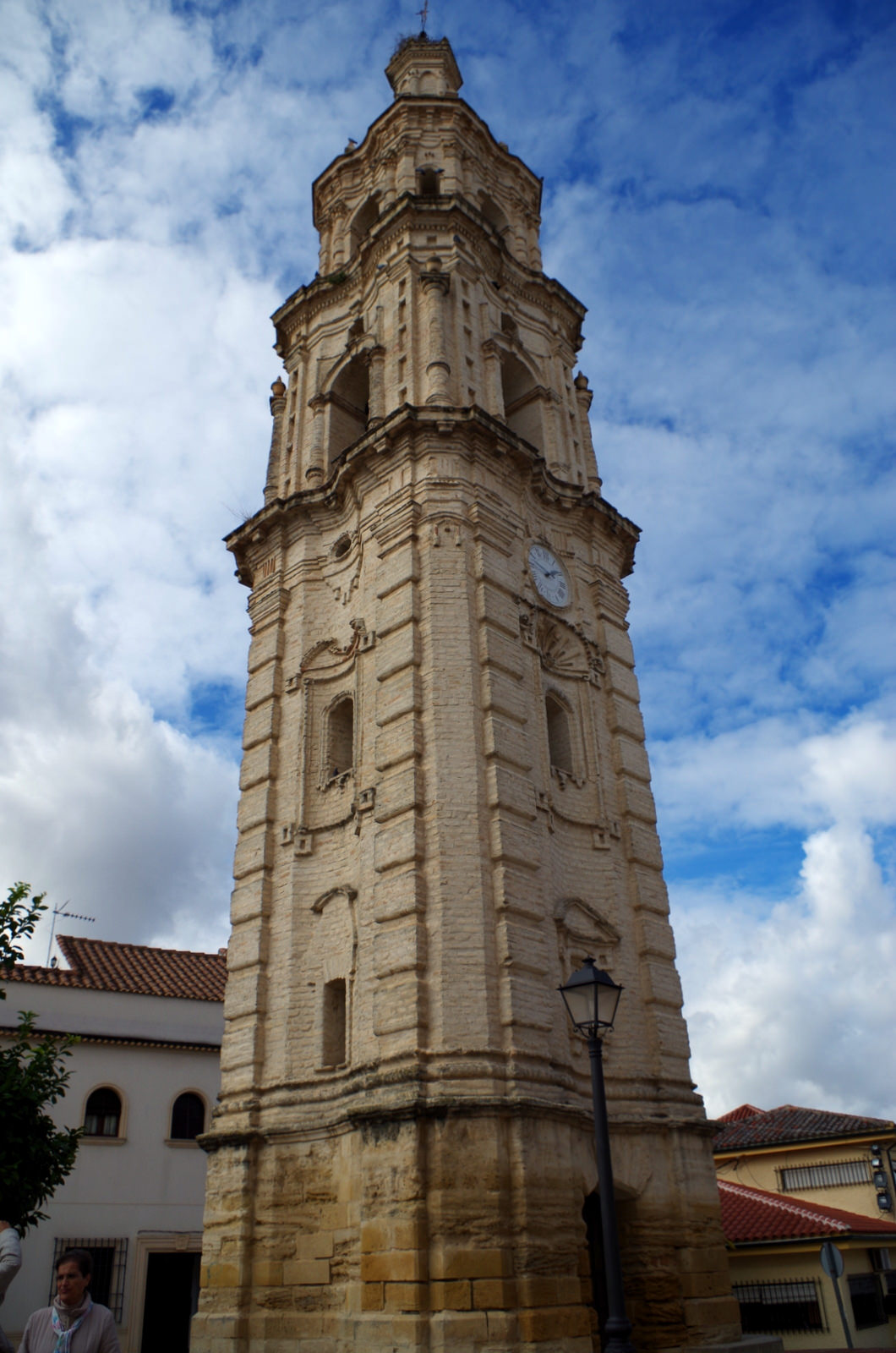
Torre del Reloj.

Recostada sobre una loma que desciende hacia la carretera, Aguilar cuenta con un rico patrimonio monumental. Dispersas por el casco urbano, se localizan iglesias de los siglos XVI y XVIII, la mayoría de ellas de gran interés. Sin embargo, el monumento más representativo de Aguilar es su Plaza de San José, de peculiar planta poligonal y bella factura. Además, a apenas unos cientos de metros del municipio, existe una mina romana de agua, la que abastece de fresca y abundante agua a la Fuente del Aceituno a apenas 800 m por la carretera a Montalbán.

### Castillo
Los restos del viejo castillo es un recordatorio del pasado medieval, cuando el dueño del castillo y del mismo Aguilar era Gonzalo Fernández de Córdoba, que lo recibió del Rey Enrique II por su fidelidad durante la guerra civil y por su intervención en la defensa de la capital durante el asedio de Pedro I. En la cresta de la loma se alinean las torres, mientras que debajo de ellas, el caserío blanco se desliza por la falda. Desde el cementerio situado en una cercana colina, se puede observar la mejor panorámica de Aguilar. Conocido como Castillo del Pontón uno de los más importantes del medievo, hoy en día solo nos queda sus ruinas: una torre, las murallas, un foso, el cementerio hoy trasladado y un pequeño anfiteatro.

### Iglesia de Santa María del Soterraño
La iglesia más antigua de Aguilar, levantada sobre una cueva en la que se dice que apareció la Virgen y en la parte exterior de los muros del castillo, ocupa también el solar de otra, llamada de Santa María de la Mota. El edificio actual es de 1530, diseñado por Hernán Ruiz en estilo gótico-mudéjar y construido sobre una plataforma escalonada.
En su interior se guarda la imagen de la patrona de la localidad, Nuestra Señora del Soterraño, destacando, desde el punto de vista artístico, la capilla barroca del sagrario y la del Jesús Nazareno. Otro dato a tener en cuenta son las puertas del sagrario, una talla en caparazón de tortuga extinguida en la actualidad.

### Templo conventual de San José y San Roque
Edificio barroco, uno de los más notables de la comarca cordobesa, fue levantado en 1683. También conocido como Las Descalzas, presenta planta de cruz latina y cúpula sobre el crucero, con una destacada decoración pictórica y de yesería en todas sus superficies.

### Casa Señorial, Obispo Fernández de Toro
Es una de las casas señoriales de Aguilar, una de las más antiguas. Declarada patrimonio histórico nacional. Una casa de hace unos 400 años aproximadamente, en la cual vivía el obispo de Oviedo llamado José Fernández de Toro. Está situada en calle Carrera nº1.

### Parroquia del Carmen
Iglesia levantada en 1590, presenta en planta una única nave con capillas laterales. Se trata de un antiguo templo conventual carmelita, remodelado entre los siglos XVII y XVIII. Entre las obras de arte que alberga en su interior destaca un Ecce Homo al estilo de Alonso de Mena, datado en el primer tercio del siglo XVII y varias tallas de madera, tras la desamortización desapareció el patio y una parte de la susodicha.

### Ermita de los Desamparados
Se trata de una interesante construcción, levantada en el siglo XVI. Posee unos artesonados de tradición mudéjar del siglo XVIII. Es preciso destacar también su camarín, que presenta una bella decoración en yeso al estilo rococó. Se decide levantar este templo tras la milagrosa salvación de una niña, que se cae a un pozo en ese mismo lugar, entonces la niña es salvada por la virgen, la cual aparece con el manto empapado.

### Iglesia del Hospital
Iglesia del antiguo hospital de Santa Brígida, se levanta en la calle del mismo nombre. Fue remodelada en los siglos XVIII y XIX, presentando dos portadas barrocas que flanquean una torre central, levantada en estilo neoclásico. Actualmente restaurada, da paso a uno de los atractivos aguilarense, la conocida Semana Santa Chiquita.
Durante mucho tiempo, entre los años 50 y 70 del siglo XX, se usó como Maternidad, yendo allí las madres a dar a luz a sus hijos.

### Ermita del Cristo de la Salud
Construcción del año 1611, aunque levantada sobre otra anterior, se encuentra algo alejada del centro urbano de Aguilar, en su zona norte. Algunos autores apuntan a que esta ermita, conocida también como del Señor de la Salud, fue erigida con motivo de una epidemia que afectó a la población a finales del siglo XVII, lo que haría ser a este monumento algo menos antiguo. Presenta una portada de piedra, con arco de medio punto y columnas laterales de factura barroca. En su interior, la capilla mayor se cubre con una bóveda rebajada. Su torre data de 1864, según reza una inscripción.

### Plaza Octogonal de San José
En 1803 el alcalde mayor, Pablo de la Vega y Mena, tenía la intención de construir una plaza en el despoblado de la Silera. Sin embargo, su diseño se fecha en 1 de junio de 1806, atribuido a Juan Vicente Gutiérrez de Salamanca. A partir de entonces, bajo el mandato de José Antonio de la Plaza, comenzaron a efectuarse la compra de parcelas de sembradura de propiedad privada y a promover las obras de edificación, para cuyas gestiones se designó al Síndico del Común, Teodoro Escobar. Se finalizaron hacia 1810, siendo regidor Pedro Antonio González de Canales y maestro de obras Francisco de Paula Ruiz, si bien el edificio del ayuntamiento no se terminó hasta 1813.
Se trata de una plaza mayor programada, de estilo neoclásico, limitada interiormente por un polígono octogonal de lados iguales, que la cierra totalmente, y que se comunica con el exterior mediante cuatro pasos cubiertos con arcos rebajados de medio punto. Las distintas fachadas presentan tres alturas enrasadas -excepto en la fachada de las Casas Consistoriales y edificio anejo, los cuales manifiestan su presidencia con dos niveles-, con superposición de órdenes en los vanos de su eje central. Remata el conjunto un sotabanco con altos pináculos.
Desde su construcción hasta mediados de 1965, cumplió su principal cometido como espacio para el abastecimiento público (mercado de abastos). Ha sufrido restauraciones de interés, siendo la más importante la efectuada en la década de 1970, cuando se dotó del actual pavimento y de cierta uniformidad de fachadas.
Fue declarada Conjunto Histórico Artístico en mayo de 1974 y en la actualidad es el centro neurálgico de la ciudad.
Su nombre es anecdótico, pues se decide construir esta plaza en el 1813, cuando reinaba en España José I Bonaparte, por eso recibe el nombre.
Se celebran numerosos actos como la Cata del Vino desde hace 12 años.
También se le conoce como: Plaza Ochavada y Plaza Octogonal. En ella se encuentra una estatua del Poeta y escritor local Vicente Núñez.

### Ayuntamiento
Elegante edificio Casa Consistorial de la ciudad de principios del S. XIX, hoy en día adaptado, se trata de una casa solariega.
Se encuentra en la plaza San José (plaza octogonal).

### Torre del Reloj
Uno de los monumentos más característicos de Aguilar y situada entre las más importantes muestras locales de arquitectura civil lo constituye la Torre del Reloj, construida en 1774 bajo el reinado de Carlos III. De estilo barroco, fue levantada en ladrillo, siendo además acabada con una gran profusión decorativa a base de azulejos. Su estilo recuerda en gran medida el característico de otras torres como las de Estepa, Écija o Antequera. Su autor es Juan Vicente Gutiérrez de Salamanca, a quien se debe también el diseño de la Plaza de San José.

### Casa de las cadenas
Se trata de uno de los múltiples ejemplos de casa señorial que jalonan Aguilar. Las cadenas que adornan su fachada, y que dan nombre a la casa, fueron mandadas colocar por el antiguo dueño de la vivienda, el marqués de Casas-Vargas, aludiendo así al asilo que dio el propietario de la vivienda vecina a Carlos III. La fachada, realizada en 1670, fue construida en piedra, y en ella se colocó el escudo de los Spínola

### Ermita de la Veracruz
Cerca de la Plaza de San José, siguiendo la calle Vicente Núñez, se halla el lugar conocido como Llano de la Cruz, en el que se levanta la ermita del mismo nombre. Es éste un templo de nave único, construido a mediados del siglo XVII. En la centuria siguiente le fue añadida la capilla de la Virgen de la Rosa, de planta hexagonal y decorada con unas ricas yeserías. En ella se localiza la imagen de Nuestra Señora de los Remedios.
Además Aguilar posee un gran número de casas solariegas en las que destacan los escudos de las familias de la nobleza, hoy en día algunas son usadas como edificios civiles, como por ejemplo el local del ayuntamiento o el de los juzgados de primera instancia.
Tercia
La Tercia de Aguilar de la Frontera fue construida en 1624 como un granero destinado al almacenamiento de grano y otros productos provenientes del diezmo y tributos agrícolas. Esta edificación forma parte del sistema económico de la localidad, bajo la administración de los duques de Medinaceli. De propiedad privada, está situada en el centro de la localidad, junto al llano de las coronadas. Destaca su escudo y apariencia manierista.
El Pósito
Data del S. XVII. Hoy en día se usa como biblioteca y para actividades culturales. 
Casa Palacio de las Columnas
Existen en Aguilar numerosas casas señoriales. Ésta en concreto data de principios del S. XIX, y destaca su monumental fachada, su escalera, patios y decoración interior. Es visitable. 
Molino del Duque
Se realizan exposiciones y actos culturales en su interior.
- Puerta de Espejo: puerta del S. XV de la antigua muralla ( hoy no visitable).

## Cultura

### Museos
Museo cultural del vino y la vid Toro Albalá:
El museo se encuentra localizado en las bodegas de Toro Albalá, bastión de la Denominación de Origen Montilla Moriles. Dicho museo permite dar un paseo por la historia del vino, mostrando una colección de objetos enológicos que permite observar la relación que a lo largo de los siglos han mantenido el vino y el hombre. También cuenta con una sala para las catas de vino, con aforo limitado para 75 personas. Además, ofrece una gran variedad de objetos, desde arqueológicos hasta fósiles, minerales, máquinas, relojes, etc. Uno de sus objetos arqueológicos es un barco realizado en piedra.
Sala de exposiciones Molino El Duque:
Se trata de un antiguo molino restaurado actualmente, en el que se encuentran exposiciones temporales, como las dedicadas a los millares o a los cortijos andaluces.
Casa fundación Vicente Núñez:
en ella se encuentran sus enseres más queridos, además de una gran cantidad de poemas de este notable escritor, muy nombrado y querido por todos los aguilarenses, además de poseer un gran fervor popular en todos los alrededores, incluso en las celebraciones de Cosmopoética de Córdoba.

### Gastronomía
Aguilar de la Frontera es una encrucijada gastronómica, corazón del cereal, el vino y el aceite. En general, su gastronomía es muy sencilla, variada y especialmente sabrosa, acompañada con los vinos de la denominación de origen de Montilla-Moriles.
Entre los distintos platos comarcales sobresalen como plato genuinamente aguilarense, las "joecas" (patatas en salsa). También cabe destacar el puré de tomates y huevos, el estofado de alcachofas, el conejo en salsa, el salmorejo, el gazpacho o el arroz con gallo, asociado a las celebraciones de la Feria de San Miguel. En cuanto a los postres, son peculiares las gachas de mosto, el pan de higo o el "arrope". Pero sobre todo, Aguilar tiene fama por sus merengás de café, el turrón, los borrachuelos, los roscos de San Blas (con sus tradicionales bulilis o lazos de variados colores).
Las reminiscencias califales se encuentran en los «risaos», compuestos de almendras, azúcar, yema de huevo y raspadura de limón. Además, Aguilar posee confiterías donde se exponen dulces, desde las llamadas «brebas» (dulce en forma de breva compuesto por un bizcocho tierno, crema y una cobertura de chocolate), hasta los llamados «canutos» (dulce de crema recubierto por hojaldre y azúcar glas) pasando eso sí por la merengas de café, los cortadillos de sidra, los tocinitos de cielo, etc.
Aunque estos tipos de dulces se encuentran todo el año en Aguilar, también existen dulces de temporada, como es el caso de Semana Santa, donde se elaboran magdalenas, pestiños conocidos en la localidad como borrachuelos, rosquitos, sopaipas y como no los gañotes, dulce muy típico de Aguilar hecho con una masa parecida a los borrachuelos pero que lleva huevo y solamente azúcar.

### Fiestas y acontecimientos culturales
En Aguilar de la Frontera destacan varias fiestas de interés, como ferias, verbenas, etc., como por ejemplo, la feria real, en el mes de agosto, o la feria del Carmen, la feria de la rosa, la feria San Miguel…
Pero si en alguna fiesta destaca Aguilar es en la Semana Santa, dedicada de interés turístico nacional, pues, para una población de apenas 14 000 habitantes, en Semana Santa llegan a procesionar cerca de 30 pasos, llevados a hombros o a costal. 
De ellos podemos destacar la pasión del pueblo por Jesús Nazareno, que sale dos veces en Aguilar, el Viernes de Dolores para bendecir al pueblo, en un acto en el que la cuesta de la parroquia (cuesta que conduce a la parroquia del soterraño) se llena de gente, y también el Viernes Santo, en su estación de penitencia por las calles del pueblo. También se pueden destacar, la cofradía del Santísimo cristo de la Expiración, que cuenta con gran fervor popular, así como la de Jesús Caído; cofradía esta última que, además, protagoniza en el Miércoles Santo uno de los momentos más espectaculares de la Semana Mayor aguilarense, cual es contemplar su tránsito por la octogonal Plaza de San José con la única iluminación de antorchas y bengalas. Sin embargo, el momento cumbre se alcanza el Jueves Santo noche, cuando procesiona la Cofradía más antigua de Aguilar, y unas de las más antiguas de la provincia y de España, La Hermandad de la Veracruz, con su titular Nuestra Señora de los Remedios, de enorme fervor popular, arropada por su barrio durante todo el recorrido. Sin olvidar también las cofradías de la Madrugá, de gran seriedad y solemnidad. Es importante la labor cultural realizada por la Fundación Vicente Núñez, ideada por el propio poeta y cuyas actividades son entre otras la convocatoria de un premio de poesía infantil.

#### Fiestas populares
Carnaval
Se celebra cuarenta días antes de la Semana Santa, con pasacalles y actuaciones de chirigotas y comparsas. La semana anterior se organiza "La Tortilla", fiesta carnavalesca en la Caseta Municipal.
Además se ha de nombrar la Salchichada, la Sardina, la Chocolatada, todo ello con motivos carnavalescos. Además, desde los últimos años se viene celebrando un maratón carnavalesco, muy nombrado por toda la provincia.
Cata popular
Fecha de celebración: Julio - Primer sábado
La Cata Popular que congrega en la Plaza de San José a más 2500 personas, en el primer fin de semana de julio, es un escaparate de los vinos de la Denominación de Origen Montilla-Moriles. Se degustan estos vinos bajo la dirección de un experto que describe las características de cada vino, y se saborean productos cárnicos de la tierra. Estos últimos años se celebra a primeros del mes de noviembre en el recinto ferial.
Corpus Christi
Se celebra con fecha variable, un domingo del mes de junio. Es tradicional en este día el engalanamiento de varias calles principales del pueblo y el cubrir el suelo con juncos y juncias, a través de las cuales se realiza el recorrido procesional.
Día de la Cruz
Se celebra el primer sábado del mes de mayo, cuando se saca en paso procesional a la Virgen de los Remedios a través de las calles del barrio de la Veracruz y parte del barrio del Carmen, que se engalanan para recibir a la Virgen. En distintos rincones del pueblo se confeccionan cruces y arcos, con gran abundancia de flores y otros adornos. Se hacen dos ofrendas de flores, una a la Virgen y otra a Jesús Nazareno. Años atrás se celebraba el día 3 de mayo.
Día de San Blas
Se celebra el día 2 de febrero. Es tradicional la bendición de roscas y "bulilis" (lazos que se colocan en el cuello de los niños para evitar los males de garganta). Día de la Candelaria. El día 3 de febrero, grupos de niños parten de los distintos colegios, portando farolillos encendidos, y se concentran en la Plaza de San José, donde tendrá lugar el Juicio y quema del "Juilla" (figura alegórica realizada en cartón, que representa lo negativo de la persona y de la experiencia vivida durante el año anterior), en una hoguera. En los últimos años es condenado a prisión, por hacer crítica de algún modo a la discriminación
Feria Real
Se celebra del 6 al 9 de agosto en el Llano del Castillo. Es la fiesta mayor del pueblo, famosa por su cata popular de los vinos locales y donde se incluye el tradicional mercado de ganado.
Feria de San Miguel
Tiene lugar el día 29 de septiembre en el barrio de San Cristóbal. Es tradicional la subasta de gallos, organizada por la Cofradía del Cristo de la Salud. Es costumbre por estas fechas cocinar un plato típico de la localidad, el arroz con gallo.
Feria de la Rosa
Celebrada el día 12 de octubre en el Llano de la Cruz, es la última feria del año.
Noche de la Media Luna 
La Noche de la Media Luna recrea la historia medieval de Aguilar de la Frontera. Plantea un recorrido diferente en cada una de sus ediciones, aunque centrado en los restos del castillo, el cerro, las calles colindantes y los edificios de esta zona.
Romería Virgen de los Remedios
Romería que se celebra el segundo fin de semana del mes de junio, siempre que no coincida con el Corpus Christi, en la cual los romeros bajan en desfile hasta la ermita situada en el paraje de la Fuente de Don Marcelo, ataviados para la ocasión, y con carros bellamente decorados.

### Semana Santa
Aguilar es un pueblo con gran tradición en Semana Santa, la cual nace allá por el siglo XVI con las fundaciones de las Cofradías de la Vera+Cruz, y años más tarde, de la Cofradía de María Santísima de la Soledad. Existen un total de 18 hermandades penitenciales, algunas de las cuales son portadas a costal, y otras a hombro, por hermanos costaleros y hermanos portadores.
VIERNES DE DOLORES
Real Cofradía de Nuestro Padre Jesús Nazareno. (1 paso) Si bien no es una procesión en sí, tiene bastante expectación. Consiste en la salida de Jesús Nazareno en un paso pequeño y plateado portado a hombros para que en la puerta de su parroquia, con los sones de una banda, realice una bendición a todo su pueblo. La Cuesta de Jesús se llena de gente que espera ver la bendición.
DOMINGO DE RAMOS
Mañana:
- Cofradía de Nuestro Padre Jesús en su Entrada Triunfal en Jerusalén y Nuestra Señora Madre de Dios de la Palma. ( 2 pasos )
PASO 1: La Borriquita: Paso color madera con detalles dorados de considerables dimensiones portado a hombros. El misterio está compuesto por Jesús montado en su burra y detrás de él, una palmera que se ha ido haciendo más realista con el paso de los años.
PASO 2: Virgen de la Palma: Paso de palio color granate y dorado portado a hombros por hermanas costaleras. El palio, estrenado en 2013, es color granate que con el paso del tiempo, acabará bordado completamente en oro.
Tarde-Noche:
- Hermandad y Cofradía Sacramental de Nuestro Padre Jesús Orando en el Huerto y María Santísima del Rosario. ( 2 pasos):
PASO 1: El Huerto. Paso de misterio completamente dorado llevado a costal. Consta de la imagen de Jesucristo rezando en el huerto de olivos. Junto a él, a su lado o detrás, según el año, se sitúa un ángel de considerable tamaño. Rematando el misterio se encuentra el olivo en la parte trasera.
PASO 2: Virgen del Rosario: Paso plateado de palio portado a hombros por hermanas costaleras. El palio es color rojo vivo bordado de color dorado. La creación de dicha Hermandad fue realizada en el año 1994, con el paso de misterio. Años más tarde se incorporó a dicha Hermandad el paso de palio.
LUNES SANTO
Tarde-Noche:
- Muy Antigua Hermandad de la Santa Caridad, Ánimas Benditas del Purgatorio, San Francisco de Asís y Cofradía Penitencial de Nuestro Padre Jesús del Silencio Cautivo y Nuestra Señora de la Concepción Reina de los Ángeles. ( 2 pasos ) Tras llevar varios años procesionando ambos titulares en el mismo paso debido a la falta de costaleros, en 2017 los titulares volverán a procesionar en pasos diferente, con la novedad de que esta vez serán llevados a costal, pasando a ser ahora 6 los pasos que procesionaran a costal en Aguilar.
PASO 1: Jesús Cautivo: Paso llevado a costal desde 2017, solo por hombres.
PASO 2: La Concepción: Paso de misterio formado por María Santísima de la Concepción y San Juan, llevado a costal desde 2017 solo por mujeres.
MARTES SANTO:
Tarde-Noche
- Ilustre Hermandad de Nuestra Señora de la Rosa y Cofradía de Nazarenos de Nuestro Padre Jesús Preso y Nuestra Señora Reina y Madre de los Desamparados. ( 2 pasos ): 
PASO 1: Majestuoso paso color caoba acabado en candelabros alrededor de todo el paso. En cuanto a su adorno floral, es destacable que el cristo se encuentra sobre una montaña de claveles rojos. El cristo es tipo Ecce-Homo (Jesús preso)
PASO 2: Paso de palio color blanco con adorno floral blanco. Cabe destacar que en lugar de tener 1 vara de palio en las esquinas del paso, tiene 2 en cada esquina.
MIÉRCOLES SANTO:
Tarde-Noche
- Hermandad de Penitencia y Centenaria Cofradía de Nuestro padre Jesús Caído. ( 1 paso ): 
PASO: Paso dorado, que fue terminado de restaurar en el año 2013, acabado en 4 candelabros en cada esquina. El paso está compuesto por Jesús Caído y Simón Cirineo sorprendido por la caída.
- Cofradía de María Santísima de la Paz. ( 1 paso ) Paso de palio llevado a costal totalmente blanco. En el año 2016 dejó de utilizar el paso provisional de madera pintado de plateado y comenzó a utilizar el nuevo paso cromado color plata.
JUEVES SANTO
Tarde-Noche
- Primitiva, Ilustre, Humilde y Muy Antigua Hermandad Penitencial de La Santa Vera+Cruz y Cofradía de Nazarenos del Santísimo Cristo de La Columna y Azotes, Nuestro Padre Jesús del Calvario y Nuestra Señora de los Remedios Coronada.( 2 pasos ).: El señor de la Santa Columna actualmente no procesiona. El Señor del Calvario y La virgen de los Remedios son llevados a costal. Cabría destacar que la hermandad de la Vera+cruz es la más antigua de la localidad, y una de las más antiguas de la provincia y de Andalucía, ya que fue fundada en los años centrales del siglo XVI. La imagen de Jesús del Calvario procesiona desde el año 1994. También procesióna el Cristo de la Vera+cruz bajo palio. -
- Hermandad de Nuestra Señora de la Esperanza y del Cristo del Amor. ( 2 pasos ). Nace el 1-5-1986, uno de los primeros frutos que dio la etapa de auge de Aguilar. La virgen es una imagen antigua de la iglesia de la Candelaria. El Cristo comienza a procesionar en 1992.
- Cofradía de Nuestro Padre Jesús de La Humildad. ( 1 paso ): Fundada en 1986 y conocida como  los Sayones. Al principio procesionaba con Jesús Nazareno. Años más tarde, a principio del siglo XX, comenzó a procesionar el Jueves Santo en la Tarde-Noche.
VIERNES SANTO
Madrugá:
- Cofradía del Stmo. Cristo de la Expiración. ( 1 paso ): Fundada en 1940, al principio procesionaba con un misterio formado por el mismo, una virgen, María Magdalena y San Juan Evangelista. En la actualidad procesiona solo en su trono color caoba. Cabe destacar el momento de la salida de la cofradía, muy espectacular.
- Cofradía de María Stma. de Las Angustias. ( 1 paso ): Fundada tras varios intentos en 1948 y 1987, en 1992. Ese mismo año procesiona por primera vez.
Mañana-Tarde:
- Real Cofradía de Nuestro Padre Jesús Nazareno. ( 1 paso ) La tercera hermandad más antigua de Aguilar. Aparece documentada por primera vez en 1593, lo que permite situar su fundación anterior a esta fecha. Es, desde luego, la imagen más venerada en Aguilar, realizando una Bendición el Viernes de Dolores en la puerta de su Iglesia, dando comienzo de esta manera a la Semana Santa. También realiza la bendición el día de su salida procesional.
- Cofradía de Nuestra Señora de la Amargura y Mª. Stma. de La Antigua.( 1 paso )
Una peculiaridad de esta cofradía es que está compuesta por dos imágenes, María Santísima de la Amargura, que procesiona en la mañana del Viernes Santo y Nuestra señora de la Antigua que procesiona en la mañana del Domingo de Resurrección, acompañando estas a distintos Cristos, Nuestro Padre Jesús Nazareno y el Señor Resucitado, respectivamente.
Tarde-Noche:
- Cofradía del Stmo. Cristo de la Salud y Misericordia y Nuestra Señora de La Piedad. ( 2 pasos ) Fundada en 1876. Se dice que en la época de la peste negra, se realizó una procesión con la pequeña imagen de apenas 40 cm por todo el pueblo. La leyenda cuenta que allá por donde pasaba, iba aliviando a las víctimas de la peste, librando así a su pueblo de la enfermedad. La segunda hermandad más grande de Aguilar, contando con 978 hermanos (La primera es la del Nazareno, que cuenta con 1752 hermanos). La virgen de la Piedad procesiona desde la década de los 90.
- Cofradía de Nuestro Señor Jesucristo en su Santo Sepulcro. ( 1 paso ) Se funda en 1904, independizándose de la hermandad de la Soledad. Cuenta con la tradición de que sólo pueden haber 72 hermanos de túnica y las túnicas se pasan de generación en generación siempre.
- Cofradía de María Santísima de la Soledad. ( 1 paso ) Segunda cofradía más antigua de Aguilar, fundada en 1583. Cuenta con una gran devoción. Es llamativo su enorme paso color caoba con detalles plateados.
SÁBADO DE GLORIA
Tarde-Noche
- Centenaria y Piadosa Congregación de Nuestra Señora de los Dolores. ( 1 paso ) Anteriormente, procesionaba con Jesús Nazareno pero dejó de hacerlo cuando se obtuvo la imagen de la Amargura. Se dice que desde el año en que comenzó a procesionar en Sábado y sin Jesús Nazareno, se encuentran charcos de lágrimas en sus pies. La leyenda cuenta que en una ocasión un sacerdote llegó a escucharla llorar amargamente. Realiza una bendición antes de su recogida en la entrada de su parroquia.
DOMINGO DE RESURRECCIÓN
- Cofradía de Nuestro Padre Jesús Resucitado. ( 1 paso ) fundada en 1925, fruto del fervor de cofrades aguilarenses.
- Cofradía de Nuestra Señora de la Amargura y Mª. Stma. de La Antigua.( 1 paso )
Una peculiaridad de esta cofradía es que está compuesta por dos imágenes, María Santísima de la Amargura, que procesiona en la mañana del Viernes Santo y Nuestra señora de la Antigua que procesiona en la mañana del Domingo de Resurrección, acompañando estas a distintos Cristos, Nuestro Padre Jesús Nazareno y el Señor Resucitado, respectivamente.
- Velaílla del Carmen
Día 16 de julio, teniendo lugar en la barriada del mismo nombre.

#### Acontecimientos culturales
Festival Folklórico. Se realiza el tercer sábado del mes de julio. Se trata de un encuentro de Grupos de Danzas Populares, que provienen de distintos puntos de la geografía española, y está lleno de colorido, música y bailes tradicionales de cada lugar, que se ponen en escena con trajes típicos de cada zona. 
Campamento Medieval. Se celebra en junio. Es una propuesta del Ayuntamiento de Aguilar que tiene como objetivo acercar a los jóvenes, mediante la aventura, a la Edad Media. 
Las Sombras de San Juan Se celebra con motivo de la festividad de San Juan. En esta noche se quema todo lo malo acumulado durante todo el año, purificándose en el fuego de la hoguera el alma y el corazón. 
Cata popular de vino. Se celebra la primera semana de julio en la Plaza de San José. Se trata de una cata de vinos de la denominación de origen "Montilla-Moriles". La velada se acompaña con algún grupo musical. 
La noche de la Media Luna. Es un recorrido por el cerro de Aguilar, donde se representan los momentos más significativos de su historia, comenzando por el siglo IX y terminando con el final de la etapa árabe. Con motivo de tal celebración se organiza un "mercado andalusí" y una cena para los asistentes. Dicha cena promete una variedad de sabores, con entrantes como: humus, muttabat, bugol, falafel, laban, kebab y brivats, que guardan sabores de purés, cremas, quesos y carne. Entre plato y plato "Alhamí", para refrescar y realzar los sabores. El plato de carne, Al Uzi, y postres como bocaditos de Cadí y hechura de fruta. Para acompañar los platos, bebidas de sabores diferentes como Arak y qarasiya, acompañadas de otras más conocidas.
Concierto de Santa Cecilia. Tiene lugar el día 22 de noviembre, en la parroquia del Soterraño, en conmemoración de la patrona de la música.

## Paisajes naturales
Laguna de Zóñar: A unos cuatro kilómetros al oeste de Aguilar de la Frontera nos encontramos la Laguna de Zóñar, la más importante del complejo húmedo del sur de la provincia de Córdoba. Se trata de una zona húmeda con 66 ha de Reserva Natural más 304 de Zona de Protección, formada por un vaso central que puede alcanzar 16 m. de profundidad, lo que la convierte en el único lago de Andalucía. De aguas ligeramente salobres, el aporte hídrico proviene básicamente de las aguas subterráneas, a las que se incorporan las procedentes de las lluvias y de las escorrentías superficiales.
Flora: Un amplio cinturón de vegetación formado por enea, carrizo, caña, espadañas, taray y junco la rodea, protegiéndola del exterior.
Fauna: Numerosas aves acuáticas nidifican o invernan en este humedal cordobés. Entre otras especies que la pueblan se han censado la malvasí cabeciblanca, el calamón, los porrones pardo, común y moñudo y ocasionalmente el ánsar común.
También se localiza la Laguna del Rincón.

## Heráldica
Escudo de la casa de los Fernández de Córdoba, señores de Aguilar, existente en la Parroquia del Soterraño, que sirvió de base para establecer el actual de la ciudad que se encuentra posteriormente. Según la Real Academia de Historia, al cual prestó su asentimiento expreso el municipio, fue aprobado su escudo con las armas que siguen: "en campo de oro, tres fajas de gules, timbrado de corona ducal, y soportado por un águila coronada, de sable, con el toisón de oro".
Se constata que el escudo es de la familia señorial, rama mayor de los Fernández de Córdoba. El águila sobre su cabeza debe llevar una corona real cerrada, símbolo de la doble estirpe regia de los de la Cerda: Fernando III de Castilla y Luis IX de Francia. Es de duque la que timbra el escudo por hacer referencia a los de Medinaceli, en cuya casa se integró junto con los restantes estados de los marqueses de Priego, o del V marqués, según referencia de los historiadores locales Varo Franco o López de Cárdenas.

## Centros de salud
Existe un centro de salud (de tipo II) inaugurado en 2011; se encuentra en la calle La Tercia.
Anteriormente, el centro de salud se encontraba en otras instalaciones de un viejo hospital, en la calle Beato Nicolás Alberca.

## Educación
Algunas de las escuelas antiguas se situaban en diversas calles como Carrera, Cerrillo, Placilla Vieja (en la actual Biblioteca), en el recinto ferial "El Castillo"...
Durante la vigencia de Ley General de Educación de 1971, la EGB (Edc. Primaria) se impartía en los colegios que se mencionan abajo, siendo algunos cursos de la Educación Preescolar y de la EGB impartida en otros centros anexos a éstos Colegios Públicos, como la escuela del San Antón.
En el 1996, cuando se implantó la LOGSE, la situación era la misma, algunos grupos de Infantil y Primaria se impartía en dichos centros anexos y los demás cursos de las mismas etapas y los del Primer Ciclo de ESO eran impartidos en los colegios principales.
En 2003-2004 se inauguró el I.E.S. Ipagro, con motivo de la falta de espacio que el I.E.S Vicente Núñez venía padeciendo y sufriría al tener que incorporarse el primer ciclo de la ESO, abandonando el primer ciclo de la ESO los colegios.
Los colegios que actualmente funcionan son: 
- E.I. "La Campiña" (situado en la plaza Llanete de Manuel López)
- E.I. "Garabatos" (C/ Monturque)(Concertado)
- Colegio Concertado "Jesús Nazareno". Este centro data de 1886; A lo largo de su historia se ha llamado "Padres Oblatos" y "Jesús Nazareno". Hasta el curso 2011-12, el colegio ha sido dirigido por congregaciones de curas y monjas. Actualmente lo dirige la Fundación Santos Mártires de Córdoba.
- C.E.I.P. "Alonso de Aguilar" (situado en Calle Alonso de Aguilar). En el curso 2008-2009, el centro cerró su anexo en Calle Ancha. Posee una sucursal (Colegio Dolores Reyes) donde se imparte Educación Infantil en la Bda. del Cerro Crespo.
- "C.E.I.P. Carmen Romero" (situado en C/Sevilla)
- "C.E.I.P. Doña María Coronel" (en Calle El Tejar/ Curva de San José). Algunos de sus anexos fueron el San Antón o el colegio de Ed. Infantil que se situaba donde el actual hospital nuevo.
- Instituto "Vicente Núñez" (el más antiguo) (C/Sevilla). Se imparte ESO, ESA, Bachillerato, Ciclos Formativos de Grado Medio y Programas de Cualificación Profesional Inicial.
- I.E.S.O. "Ipagro" (desde el curso 2003-2004) (Calle Padres Oblatos). Se imparte sólo la E.S.O.

## Ciudades hermanadas
- Verneuil-sur-Seine, Francia[22] (desde el 1998)